# Third Lanark AC
Third Lanark Athletic Club was een Schotse voetbalclub uit Glasgow.
De club werd in 1872 gesticht en was medestichter van de Scottish Football League. In 1904 werd de eerste en enige titel binnengehaald. De club werd ook 2 keer bekerwinnaar en won de Glasgow cup 4 keer. Bijnamen van de club waren Thirds, the Warriors, the Redcoats en the Hi-Hi. Thuiswedstrijden werd in het Cathkin Park gespeeld.
De club werd bankroet verklaard in 1967, met op dat moment oud-international Bobby Shearer als coach. Er waren vermoedens van corruptie door het management. Recent nam een jeugdclub de naam Third Lanark Athletic aan.
Third Lanark speelde 58 seizoenen in de 1ste klasse.

## Erelijst
- Landskampioen
  - 1904
- Schotse beker
  - 1889, 1905
- Glasgow Cup
  - 1903, 1904, 1909, 1963

## Overzicht seizoenen
| Competitie  | Aantal | Periode                                                          |
| ----------- | ------ | ---------------------------------------------------------------- |
| 1ste klasse | 58     | 1890-1925, 1928-1929, 1931-1934, 1935-1939, 1946-1953, 1957-1965 |
| 2de klasse  | 12     | 1925-1928, 1929-1931, 1934-1935, 1953-1957, 1965-1967            |